# Équation de Hamada
 (mars 2025).
La mise en forme du texte ne suit pas les recommandations de Wikipédia : il faut le « wikifier ».
Les points d'amélioration suivants sont les cas les plus fréquents :
- Les titres sont pré-formatés par le logiciel. Ils ne sont ni en capitales, ni en gras.
- Le texte ne doit pas être écrit en capitales (les noms de famille non plus), ni en gras, ni en italique, ni en « petit »…
- Le gras n'est utilisé que pour surligner le titre de l'article dans l'introduction, une seule fois.
- L'italique est rarement utilisé : mots en langue étrangère, titres d'œuvres, noms de bateaux, etc.
- Les citations ne sont pas en italique mais en corps de texte normal. Elles sont entourées par des guillemets français : « et ».
- Les listes à puces sont à éviter, des paragraphes rédigés étant largement préférés. Les tableaux sont à réserver à la présentation de données structurées (résultats, etc.).
- Les appels de note de bas de page (petits chiffres en exposant, introduits par l'outil «  Source ») sont à placer entre la fin de phrase et le point final[comme ça].
- Les liens internes (vers d'autres articles de Wikipédia) sont à choisir avec parcimonie. Créez des liens vers des articles approfondissant le sujet. Les termes génériques sans rapport avec le sujet sont à éviter, ainsi que les répétitions de liens vers un même terme.
- Les liens externes sont à placer uniquement dans une section « Liens externes », à la fin de l'article. Ces liens sont à choisir avec parcimonie suivant les règles définies. Si un lien sert de source à l'article, son insertion dans le texte est à faire par les notes de bas de page.
- La présentation des références doit suivre les conventions bibliographiques. Il est recommandé d'utiliser les modèles {{Ouvrage}}, {{Chapitre}}, {{Article}}, {{Lien web}} et/ou {{Bibliographie}}. Le mode d'édition visuel peut mettre en forme automatiquement les références.
- Insérer une infobox (cadre d'informations à droite) n'est pas obligatoire pour parachever la mise en page.

Pour une aide détaillée, merci de consulter Aide:Wikification.
Si vous pensez que ces points ont été résolus, vous pouvez retirer ce bandeau et améliorer la mise en forme d'un autre article.
 (mars 2025).
En finance d’entreprise, l’équation de Hamada est une équation utilisée pour séparer le risque financier d’une entreprise endettée de son risque commercial. L’équation combine le théorème de Modigliani-Miller avec le modèle d’évaluation des actifs financiers. Elle est utilisée pour déterminer le bêta endetté et, par conséquent, la structure financière optimale des entreprises. Son nom vient de Robert Hamada, professeur de finance à l'origine de cette théorie publiée en 1972 dans le Journal of Finance.
L'équation de Hamada relie le bêta d'une entreprise endettée (une entreprise financée à la fois par la dette et par les capitaux propres) à celui de son homologue non endetté (c'est-à-dire une entreprise qui n'a pas de dette). Utilisée dans plusieurs domaines de la finance, notamment la structuration financière, la gestion de portefeuille et la gestion des risques, pour n’en citer que quelques-uns, cette formule est couramment enseignée dans les cours de finance d'entreprise. Elle permet de déterminer le coût du capital d’une entreprise endettée en fonction du coût du capital d’entreprises comparables. Ici, les entreprises comparables seraient celles qui présentent un risque commercial similaire et, par conséquent, des bêtas non endettées similaires à ceux de l’entreprise étudiée.

## Équation
L'équation est 
{\displaystyle \beta _{L}=\beta _{U}[1+(1-T)\phi ]\qquad (1)}
où β L et β U sont respectivement les bêtas endetté et désendetté (on parle également de bêtas actions et économique), T le taux d'imposition et {\displaystyle \phi \,\!} le ratio d'endettement, défini ici comme le ratio de la dette, D, sur les capitaux propres, E, de l'entreprise.
L’importance de l’équation de Hamada est qu’elle sépare le risque de l’entreprise, reflété ici par le bêta d’une entreprise non endettée, β U, de celui de son homologue endettée, β L, qui contient le risque financier de l’endettement. Outre l’effet du taux d’imposition, généralement considéré comme constant, l’écart entre les deux bêtas peut être attribué uniquement au mode de financement de l’entreprise.
On pense souvent à tort que l’équation est valable en toutes circonstances. Cependant, plusieurs hypothèses clés sous-tendent l'équation de Hamada : 
1. La formule Hamada est basée sur la formulation de Modigliani et Miller des valeurs du bouclier fiscal pour une dette constante, c'est-à-dire lorsque le montant en dollars de la dette est constant dans le temps. Les formules ne sont pas correctes si l'entreprise suit une politique d'endettement constant, c'est-à-dire si l'entreprise rééquilibre sa structure de capital de sorte que le capital d'emprunt reste à un pourcentage constant des capitaux propres, ce qui est une hypothèse plus courante et plus réaliste qu'une dette fixe en euros (Brealey, Myers, Allen, 2010). Si l’on suppose que l’entreprise rééquilibre continuellement son ratio d’endettement, l’équation de Hamada est remplacée par l’équation de Harris-Pringle ; si l’entreprise ne rééquilibre que périodiquement, par exemple une fois par an, l’équation de Miles-Ezzell est celle à utiliser.
2. Le bêta de la dette β D est égal à zéro. C’est le cas si le capital d’emprunt présente un risque négligeable que les paiements des intérêts et du principal ne soient pas effectués à l’échéance. Les paiements d’intérêts effectués en temps opportun impliquent que les déductions fiscales sur les frais d’intérêt seront également réalisées, au cours de la période au cours de laquelle les intérêts sont payés.
3. Le taux d’actualisation utilisé pour calculer le bouclier fiscal est supposé égal au coût du capital de la dette (le bouclier fiscal présente donc le même risque que la dette). Ceci et l’hypothèse de dette constante dans (1) impliquent que le bouclier fiscal est proportionnel à la valeur marchande de la dette : Bouclier fiscal = T×D .

## Preuve
Cette preuve simplifiée est basée sur l'article original de Hamada (Hamada, Journal of Finance, 1972). Nous savons que le bêta d’une entreprise est :
{\displaystyle \beta _{i}={\frac {cov(r_{i},r_{M})}{\sigma ^{2}(r_{M})}}\qquad (2)}
Nous savons également que le rendement des capitaux propres d’une entreprise endettée ou non est :
{\displaystyle r_{E,U}={\frac {EBIT(1-T)-\Delta IC}{E_{U}}}\qquad (3)}
{\displaystyle r_{E,L}={\frac {EBIT(1-T)-\Delta IC+Debt_{new}-Interest}{E_{L}}}\qquad (4)}
Où {\displaystyle \Delta IC} est la somme des dépenses d'investissement nettes et de la variation du fonds de roulement net. Si nous substituons l'équation (3) et (4) dans l'équation (2), nous obtenons alors ces formules (5), si nous supposons que les covariances entre le marché et les composantes du cash flow des capitaux propres sont nulles (donc β ∆IC =β Dette nouvelle =β Intérêts =0 ), à l'exception de la covariance entre l'EBIT et le marché :
{\displaystyle \beta _{U}={\frac {cov({\frac {EBIT(1-T)}{E_{U}}},r_{M})}{\sigma ^{2}(r_{M})}}}
{\displaystyle \beta _{L}={\frac {cov({\frac {EBIT(1-T)}{E_{L}}},r_{M})}{\sigma ^{2}(r_{M})}}}
{\displaystyle E_{L}\beta _{L}=E_{U}\beta _{U}\rightarrow \beta _{L}={\frac {E_{U}}{E_{L}}}\beta _{U}}
Pour obtenir l'équation bien connue, supposons que la valeur des actifs d'une entreprise et la valeur des capitaux propres de l'entreprise sont égales, si l'entreprise est entièrement financée par des capitaux propres et que le taux d'imposition est nul. Mathématiquement, cela signifie la valeur d'une entreprise non endettée, lorsque le taux d'imposition est nul : V U = V A = E U . Si nous fixons la valeur de l’entreprise non endettée et transformons une partie des capitaux propres en dette ( D>0 ), la valeur de l’entreprise reste la même, car il n’y a pas d’impôt sur les sociétés. Dans cette situation, la valeur de l’entreprise endettée est (6) :
{\displaystyle V_{L}=V_{U}=V_{A}=E_{U}=E_{L|T=0}+D}
Si le taux d'imposition est supérieur à zéro ( T>0 ) et qu'il existe un effet de levier financier ( D>0 ), alors l'entreprise endettée et l'entreprise non endettée ne sont pas égales car la valeur de l'entreprise endettée est supérieure à la valeur actuelle du bouclier fiscal :
{\displaystyle \sum _{i}{\frac {Dr_{D}T}{(1+r_{D})^{i}}}={\frac {Dr_{D}T}{r_{D}}}=DT} ,
alors (7):
{\displaystyle V_{L}=V_{\{U,A\}}+DT=E_{U}+DT=E_{L|T=0}+D+DT=E_{L|T>0}+D}
Où V A est la valeur des actifs de l'entreprise non endettée, que nous avons fixée ci-dessus. À partir de l'équation (7) on obtient E U tel que (8):
{\displaystyle E_{U}=E_{L|T>0}+D-DT}
Il ne reste plus qu'à combiner les équations (5) et (8) pour obtenir la formule bien connue des bêta endetté et désendetté :
{\displaystyle \beta _{L}={\frac {E_{L}+D-DT}{E_{L}}}\beta _{U}=\left[1+{\frac {D}{E_{L}}}(1-T)\right]\beta _{U}=\beta _{U}[1+(1-T)\phi ]}
Où I est la somme des paiements d'intérêts, E est les capitaux propres, D est la dette, V est la valeur d'une catégorie d'entreprise (à effet de levier ou non), A est les actifs, M est référé au marché, L signifie à effet de levier, U signifie la catégorie sans effet de levier, r est le taux de rendement et T désigne le taux d'imposition.

## Lectures complémentaires
- Brealey, R., Myers, S., et Allen, F. (2010) « Principles of Corporate Finance », McGraw-Hill, New York, NY, 10e édition, ch. 19, pp. 485–486.
- Cohen, RD (2007) « Intégration du risque de défaut dans l'équation de Hamada pour application à la structure du capital », Wilmott Magazine (télécharger l'article)
- Conine, TE et Tamarkin, M. (1985) « Estimation du coût divisionnaire du capital : ajustement pour l'effet de levier », Financial Management 14, numéro de printemps, p. 54.
- Harris, RS et Pringle, JJ (1985) « Taux d'actualisation ajustés au risque — Extensions du cas de risque moyen », Journal of Financial Research, (automne 1985) : 237–244.
- Miles, J. et Ezzell, J. (1980) « Le coût moyen pondéré du capital, les marchés financiers parfaits et la durée de vie du projet : une clarification » . Journal d'analyse financière et quantitative 15 : 719–730.